# BIG3
BIG3 est une ligue américaine de basket-ball à trois (3x3) créée par le rappeur et acteur Ice Cube et le producteur de divertissement Jeff Kwatinetz. Elle compte douze équipes à la suite d'une nouvelle expansion en 2019, essentiellement constituées d’anciens joueurs de la National Basketball Association (NBA). 
La saison dure neuf semaines et se déroule pendant l'été à partir de la fin du mois de juin. Elle est suivie par des Playoffs et des finales les deux semaines suivantes. Les équipes, n'étant pas rattachées à un territoire, s'affrontent chaque fin de semaine dans une même ville. En deux saisons, treize villes ont déjà accueilli des matchs.
Le slogan de la ligue est Nous changeons le jeu (We're Changing the Game en anglais).

## Histoire

### Création
Le 11 janvier 2017, Ice Cube et Jeff Kwatinetz annoncent la création de la ligue BIG3 à l’hôtel Sheraton Times Square de New-York. Ils posent en compagnie d’Allen Iverson, Kenyon Martin, Roger Mason Jr. et Rashard Lewis.
L’annonce du départ à la retraite de Kobe Bryant, la star des Lakers de Los Angeles est l’événement qui a poussé les deux créateurs à mettre en œuvre leur projet. Ice Cube y avait déjà réfléchi, frustré de voir les joueurs se retirer avant l’heure : « Moi aussi j’ai des héros. Beaucoup d'entre eux jouent au basketball professionnel. Beaucoup d'entre eux ont pris leur retraite et je veux les revoir. »
Pour Kwatinetz « les joueurs deviennent plus intelligents avec le temps et ils améliorent leurs compétences techniques. Mais il est difficile de courir sur le terrain durant 82 matchs. Ce format maximise la valeur de leurs compétences. » 
Ils déclarent également que la période estivale est « ennuyeuse » car délaissée par les principales ligues sportives américaines.
Roger Mason Jr est nommé commissaire et président de la ligue. Il quitte le poste de directeur exécutif adjoint de l’Association des joueurs de la NBA après avoir aidé à négocier la nouvelle convention collective de sept ans du syndicat en décembre 2016. Mason Jr fixe comme objectifs personnel et collectif pour l’organisation de « former la ligue de sport professionnelle la plus centrée sur les joueurs et les fans. » 
Neuf joueurs retraités de la NBA s’engagent dès le lancement de la ligue : Mike Bibby, Chauncey Billups, Stephen Jackson, Rashard Lewis, Kenyon Martin, Jermaine O'Neal, Bonzi Wells, Jason Williams et Allen Iverson comme joueur et entraîneur.
Invités à nommer leurs coéquipiers de rêve, Iverson choisi Shaquille O’Neal et Kobe Bryant, Lewis choisi Tracy McGrady et Tim Duncan, et Kenyon Martin choisi Jason Kidd et Kevin Garnett. Ice Cube, à qui l'on demande de ne choisir que des artistes du hip-hop, retient Snoop Dogg, Kevin Hart et The Game. 

### Saison 2017
La saison débute le dimanche 25 juin au Barclays Center de Brooklyn et se poursuit les semaines suivantes à Charlotte, Tulsa, Philadelphie, Chicago, Dallas, Lexington et Los Angeles. Les playoffs se déroulent le 20 août à la KeyArena de Seattle et les finales à la MGM Grand Garden Arena de Las Vegas le 26 août. 
L'équipe Trilogy est sacrée championne face aux 3 Headed Monsters. Emmenée par son capitaine Kenyon Martin et coachée par Rick Mahorn, elle remporte la finale qui couronne une saison sans défaite.
Rashard Lewis, meilleur marqueur avec 21,3 points par match est élu Most Valuable Player (meilleur joueur). Reggie Evans est le meilleur rebondeur avec 12,4 prises par match. Mike Bibby est le meilleur passeur avec 3,8 passes décisives par match et meilleur marqueur à 4 points avec 6 paniers inscrits dans la saison.
Les matchs se jouent le dimanche.

### Saison 2018
Pour sa deuxième saison, BIG3 décide d'ajouter un second co-capitaine par équipe et l’intersaison est donc marquée par les signatures de nouveaux joueurs de renoms tels que Metta World Peace, Amar'e Stoudemire, Glen Davis, Nate Robinson et Baron Davis. Michael Cooper est nommé coach de la 3’s Company.
Le 11 juin 2018, BIG3 annonce que le trophée de champion est nommé le "Julius Erving Championship Trophy" en l'honneur de Julius Erving. Ice Cube présente l'ancien joueur comme un "pionnier du basket-ball dont le style de jeu a changé à tout jamais la manière de jouer", ce qui pour lui correspond aux valeurs de la ligue "qui s'efforce perpétuellement de changer le jeu".
La saison débute le vendredi 22 juin au Toyota Center de Houston au Texas et se poursuit les semaines suivantes à Chicago, Oakland, Détroit, Miami, Toronto, Boston et Atlanta. Elle est dominée par Power et 3 Headed Monsters qui terminent chacune avec 7 victoires pour une défaite. 
Les playoffs se déroulent le 17 août à l’American Airlines Center de Dallas. Power s'impose logiquement mais difficilement (51 à 49) sur Tri-State, quatrième de la saison. Dans l'autre demi-finale c'est 3's Company, troisième qui prend le dessus sur 3 Headed Monsters sur le score de 50 à 28. 
L'équipe Power, coachée par Nancy Lieberman, est sacrée championne face à la 3's Company le 24 août au Barclays Center de Brooklyn.  
Corey Maggette est élu Most Valuable Player. 
Les matchs se jouent le vendredi et sont diffusés en direct sur FOX Broadcast Network et FS1. 

### Saison 2019
La finale se déroule au Staples Centre de Los Angeles. Elle est remportée par les Triplets de Joe Johnson 50 à 39 face au Killer 3's menés quant à eux par Stephen Jackson. Les deux capitaines finissent respectivement le match à 28 et 19 points.15

## Direction de la ligue
Les deux fondateurs Ice Cube et Jeff Kwatinetz ont confié la présidence de la direction générale de la ligue à Amy Trask qui a occupé précédemment des fonctions similaires aux Raiders d'Oakland (National Football League).
Clyde Drexler, ancien joueur NBA membre du Basketball Hall of Fame est nommé commissaire de la ligue le 15 mars 2018. Il est chargé de diriger les opérations liées au basket-ball jusqu’en 2020.
La productrice Angelica Cob-Baehler est nommée directrice du marketing après avoir occupé des postes de direction chez Columbia Records, EMI et Epic.

## Équipes participantes
| Team              | Coach           | Players |
| ----------------- | --------------- | --- |
| 3's Company       | Michael Cooper  | DerMarr Johnson (capitaine) Baron Davis (co-capitaine) Drew Gooden (co-capitaine) Andre Emmett Jason Maxiell Dahntay Jones Keith Bogans        |
| 3 Headed Monsters | Gary Payton     | Rashard Lewis (capitaine) Reggie Evans (co-capitaine) Mahmoud Abdul-Rauf (co-capitaine) Jamario Moon Kwame Brown Salim Stoudamire Qyntel Woods |
| Ball Hogs         | Rick Barry      | Brian Scalabrine (capitaine) Josh Childress (co-capitaine) DeShawn Stevenson (co-capitaine) Andre Owens Corsley Edwards Jermaine Taylor        |
| Ghost Ballers     | George Gervin   | Mike Bibby (capitaine) Ricky Davis (co-capitaine) Carlos Boozer (co-capitaine) Lee Nailon Marcus Banks Mario West Ivan Johnson                 |
| Killer 3's        | Charles Oakley  | Chauncey Billups (capitaine) Stephen Jackson (co-capitaine) Metta World Peace (co-capitaine) Alan Anderson Ryan Hollins Mike James Josh Powell |
| Power             | Nancy Lieberman | Corey Maggette (capitaine) Cuttino Mobley (co-capitaine) Glen Davis (co-capitaine) Chris Andersen Quentin Richardson Ryan Gomes Xavier Silas   |
| Trilogy           | Rick Mahorn     | Kenyon Martin (capitaine) Al Harrington (co-capitaine) Rashad McCants (co-capitaine) James White Dion Glover Al Thornton Derrick Byars         |
| Tri-State         | Julius Erving   | Jermaine O'Neal (capitaine) Nate Robinson (co-capitaine) Amar'e Stoudemire (co-capitaine) David Hawkins Robert Hite Bonzi Wells                |